# هنریتا هیل سووپ
هنریتا هیل سووپ (انگلیسی: Henrietta Hill Swope; ۲۶ اکتبر ۱۹۰۲ – ۲۴ نوامبر ۱۹۸۰) ستاره‌شناس آمریکایی بود که در زمینه ستاره‌های متغیر مطالعه می‌کرد. او به‌ویژه رابطه دوره-درخشندگی را برای ستاره‌های قیفاووسی اندازه‌گیری کرد که ستاره‌های متغیر درخشانی هستند و دوره‌های تغییرپذیری آنها مستقیماً با درخشندگی ذاتی‌شان مرتبط است؛ بنابراین دوره‌های اندازه‌گیری شده آنها می‌تواند با فاصله‌شان مرتبط باشد و برای اندازه‌گیری اندازه کهکشان راه‌شیری و فاصله‌های کهکشان‌های دیگر استفاده شود.

## زندگی شخصی
او دختر ماری هیل و جرارد سووپ و خواهرزاده هربرت بایارد سووپ بود. هر دو والدینش در اواخر دهه ۱۸۹۰ در هال-هاوس در شیکاگو تدریس می‌کردند، جایی که با هم آشنا شدند. پدرش در مؤسسه فناوری ماساچوست تحصیل کرده بود و مهندس بود. او برای جنرال الکتریک کار می‌کرد و در نهایت در سال ۱۹۲۲ به ریاست شرکت رسید و این امکان را فراهم کرد که دخترش در طول زندگی‌اش از استقلال مالی برخوردار باشد.
او در حالی که با خانواده‌اش در نانتاکت تعطیلات می‌گذراند، از سخنرانی‌های رصدخانه ماریا میچل مطلع شد و همراه با برادرش در یک کلاس شبانه در آنجا شرکت کرد. او همچنین سخنرانی هارلو شپلی، ستاره‌شناس هاروارد را شنید؛ در نهایت او برای کار بر روی ستاره‌های متغیر به همکاری با او پرداخت.

## تحصیلات
سووپ در کالج بارنارد تحصیل کرد و در سال ۱۹۲۵ با مدرک AB در ریاضیات فارغ‌التحصیل شد. او تنها در سال آخر خود یک کلاس نجوم از هارولد جاکوبی گذراند.
پس از کالج، او به شیکاگو بازگشت و در مدرسه مدیریت خدمات اجتماعی دانشگاه شیکاگو تحصیل کرد، اما تنها برای یک سال. در حالی که با هارلو شپلی کار می‌کرد، در سال ۱۹۲۸ مدرک کارشناسی ارشد نجوم را از کالج ردکلیف دریافت کرد.

## تاریخچه حرفه‌ای
او فهمید که دکتر شپلی در هاروارد بورسیه‌هایی را برای زنان جهت کار بر روی یافتن ستاره‌های متغیر ارائه می‌دهد. سووپ در سال ۱۹۲۶ برای شپلی شروع به کار کرد و به همراه دیگر «دختران» برای شناسایی ستاره‌های متغیر در کهکشان راه‌شیری کار کرد. او با سیسیلیا پین-گاپوشکین و آدلاید ایمز دوست شد. او با حقوقی از هاروارد و کمکی مالی از خانواده‌اش از خود حمایت می‌کرد. او در تخمین قدر ستاره‌ها از تصاویر روی صفحات عکاسی متخصص شد.
سووپ هاروارد را ترک کرد تا در سال ۱۹۴۲ در آزمایشگاه تابشی MIT کار کند. در تاریخ شفاهی خود می‌گوید: «... آنها پرسیدند، 'در هاروارد چقدر دریافت می‌کردی؟' و من گفتم، فکر می‌کنم ۲۰۰۰ دلار. این چیزی بود که گفتند به من می‌پردازند، آنچه دریافت می‌کردم، اما برای آنها خیلی کم بود. آنها نمی‌توانستند؛ بنابراین من نسبتاً سریع ارتقا یافتم.» از سال ۱۹۴۲ تا ۱۹۴۷، او بر روی جداول ناوبری لوران کار کرد.
از سال ۱۹۴۷ تا ۱۹۵۲، سووپ نجوم را در کالج بارنارد و کالج کنتیکت برای زنان تدریس و با استفاده از صفحات قدیمی هاروارد دربارهٔ ستارگان تحقیق می‌کرد.
در سال ۱۹۵۲، والتر باده از رصدخانه‌های مؤسسه کارنگی واشینگتن از طریق مارتین شوارتزشیلد به عنوان واسطه از او خواست تا برای کار بر روی ستاره‌های متغیر کشف شده در کهکشان‌های دیگر توسط تلسکوپ جدید ۲۰۰ اینچی هیل در رصدخانه پالومار به او بپیوندد. اگرچه او به عنوان دستیار تحقیقاتی باده استخدام شد، در گروه «مطالعات سحابی»، او به‌طور مستقل کار می‌کرد حتی تا حدی که پس از مرگ او مقالات علمی را با نام او منتشر می‌کرد. او برای بقیه عمر حرفه‌ای خود در مؤسسه کارنگی ماند؛ او رسماً در سال ۱۹۶۸ بازنشسته شد.